# Zdeněk Rygel
Zdeněk Rygel (ur. 1 marca 1951 w Ostrawie) – czeski piłkarz występujący na pozycji obrońcy. Reprezentant Czechosłowacji.

## Kariera klubowa
Rygel treningi rozpoczął w Baníku Michálkovice. Następnie grał w juniorach Baníka Ostrawa, od 1972 roku także w jego pierwszej drużynie. Występował w niej do 1983 roku. Przez ten czas wraz z zespołem trzy razy zdobył mistrzostwo Czechosłowacji (1976, 1980, 1981), a także dwa razy Puchar Czechosłowacji (1973, 1978).
W 1983 roku Rygel odszedł do cypryjskiego EPA Larnaka. Spędził tam rok, a potem wrócił do Czechosłowacji, gdzie przez dwa lata grał w drugoligowej Zbrojovce Brno. W 1986 roku zakończył karierę.

## Kariera reprezentacyjna
W reprezentacji Czechosłowacji Rygel zadebiutował 27 kwietnia 1974 w zremisowanym 3:3 towarzyskim meczu z Francją. W 1980 roku zdobył złoty medal na Letnich Igrzyskach Olimpijskich. W latach 1974–1975 w drużynie narodowej rozegrał 4 spotkania.